# Соломатін Михайло Дмитрович
Михайло Дмитрович Соломатін (23 листопада (5 грудня) 1894 — 22 листопада 1986) — радянський воєначальник, генерал-полковник танкових військ (26.10.44).

## Ранні роки
Народився 5 грудня 1894 року в м. Киштим, Пермської губернії. Будучи сином робітника, сам з молодості працював слюсарем на Карабаському мідноливарному заводі. З грудня 1914 року — в Російській імператорській армії. Служив у 126-му піхотному запасному полку в Єкатеринбурзі, закінчив в цьому полку навчальну команду в 1915 році і був призначений командиром відділення. Брав участь у Першій світовій війні з липня 1917 року на Південно-Західному фронті, будучи взводним унтер-офіцером в 711-му піхотному полку 78-ї піхотної дивізії, на фронті підвищений до фельдфебеля. Брав участь у революційних подіях 1917 року, в тому ж полку обирався членом ротного і батальйонного комітетів солдатських депутатів. У грудні 1917 року був демобілізований.
Після прибутті на батьківщину знову працював на Карабаському мідноливарному заводі, одночасно вступив у Червону гвардію і був обраний начальником червоногвардійського загону на заводі.

## На службі у Червоній армії
Вступивши до лав Червоної гвардії, опинився у вирі подій громадянської війни в Росії, яка на Середньому і Південному Уралі вирізнялася жорстокістю і активністю. Спочатку воював у червоногвардійських частинах. У лютому — березні 1918 року в зведеному червоногвардійському загоні брав участь у боях в районі Троїцька і Міаса під час придушення повстання Оренбурзького козачого війська під керівництвом отамана О. В. Дутова, яке не визнало Жовтневого перевороту. У травні 1918 року його загін був кинутий на придушення повстання Чехословацького корпусу, що воював у районі Каслинського заводу і Єкатеринбурга. У червні загін був включений в 2-й гірський радянський полк, в якому М. Д. Соломатін був командиром роти і батальйону, брав участь у прориві з кільця оточення під Верх-Нейвинським заводом. У вересні — жовтні 1918 року воював у партизанському загоні «Військо Богдана» на Красноуфимському напрямку, де командував ескадроном.
З 5 жовтня 1918 року був офіційно зарахований в Червону армію. З жовтня 1918 — командир роти полку імені Малишева, з січня 1919 року — помічник начальника гарнізону міста Глазов Вятської губернії. З лютого 1919 року був завідувачем господарства запасного батальйону 30-ї стрілецької дивізії, далі війну пройшов в цій дивізії. З травня 1919 — помічник командира 266-го стрілецького полку згаданої дивізії, в якому воював проти армій адмірала О. В. Колчака, брав участь в Пермській, Петропавлівської, Омській, Новомиколаївській і Красноярській операціях. Пройшов з боями від Пермі до Іркутська. У першій половині 1920 року дивізія була перекинута на Південний фронт, де воював проти військ генерала П. М. Врангеля. З 10 червня 1920 був помічником командира 262-го стрілецького полку, з серпня 1920 командував 263-м стрілецьким полком, з листопада 1920 року — помічник командира 264-го стрілецького полку. Брав участь у Перекопсько-Чонгарській операції, а потім воював проти загонів Нестора Махна. За військові досягнення під час громадянської війни був нагороджений орденом Червоного Прапора. У боях громадянської війни був двічі поранений.

## Міжвоєнний час
У 1922 році екстерном закінчив Харківську повторну школу удосконалення комскладу. З серпня 1922 — помічник командира 89-го Чонгарського стрілецького полку по стройовій частині, а з жовтня 1924 до жовтня 1926 року — командир 238-го стрілецького полку 80-ї стрілецької дивізії в Українському військовому окрузі.
У 1929 році закінчив Стрілецько-тактичні курси удосконалення комскладу РСЧА імені ІІІ Комінтерну. Залишений на цих курсах на посаді начальника курсів середнього комскладу. З травня 1932 року був начальником курсів мотомеханізованих військ Московського військового округу. З січня 1933 року — начальник автобронетанкових військ Приморської групи Особливої Червонопрапорної Далекосхідної армії. З лютого 1937 року — командир-комісар 59-ї стрілецької дивізії в ОКДВА. З липня 1937 року — знову командував автобронетанковими військами Приморської групи ОКДВА.
У червні 1938 року був знятий з посади і направлений в розпорядженні Командного управління РСЧА, а вже Наказом НКО від 11 липня 1938 року звільнений з РСЧА. У жовтні того ж року за безпідставним звинуваченням був заарештований. Перебував у в'язниці під слідством. 25 квітня 1939 року був звільнений у зв'язку з припиненням справи і 15 травня 1939 року відновлено в кадрах РСЧА з зарахуванням у розпорядження Управління з командно-начальницького складу РСЧА. Однак ще майже півроку залишався без нового призначення.
У жовтні 1939 року був призначений помічником командира зі стройової частини 25-го механізованого корпусу в Київському Особливому військовому окрузі. З 4 червня 1940 року по березень 1941 року — командир 15-ї моторизованої дивізії 2-го механізованого корпусу в Одеському військовому окрузі. З березня 1941 року — командир 45-ї танкової дивізії 24-го механізованого корпусу Київського Особливого військового округу.

## Німецько-радянська війна
Початок війни зустрів на чолі 45-ї танкової дивізії. Брав участь у Львівсько-Чернівецькій та Київській оборонних операціях. Вів бої під Кам'янець-Подільським і Вінницею, його дивізія успішно прикривала відхід за річку Південний Буг військ 12-ї і 6-ї армій. Під час битви під Уманню потрапив із залишками дивізії (танків в ній до того часу практично не залишилося, більшість особового складу воювали як піхота) в оточення. Став одним з небагатьох, кому вдалося вирватися звідти — вивів з боями в кінці серпня загін близько 300 червоноармійців. Проте наступного дня німці почали наступ на цій ділянці фронту і він знову опинився в оточенні, тільки тепер вже один і без зброї. Перейшов лінію фронту без документів та у цивільному одязі. Потім близько трьох місяців проходив перевірку.
З листопада 1941 року — командир 145-ї танкової бригади на Західному фронті, брав участь в обороні Москви, але зовсім недовго — в бою 19 листопада був важко поранений. З грудня 1941 року — начальник Горьковського автобронетанкового центру. З 19 квітня по 8 вересня 1942 року — командир 8-го танкового корпусу на Західному фронті. Брав участь у першій Ржевсько-Сичовській наступальній операції.
З вересня 1942 по лютий 1944 року — командир 1-го Красноградського механізованого корпусу. На чолі корпусу брав участь в операції «Марс», в ході якої корпус спочатку прорвав німецьку оборони і пробився далеко в німецький тил, але там був оточений і відрізаний. 15 діб вів бій в умовах повного оточення, а потім за наказом командування ударом з тилу пробився до своїх. Проте втрати корпусу були великі і склали 8 180 чоловік. Після поповнення особовим складом корпус був переданий в Степовій військовий округ і готувався там до літніх боїв під Курськом. У складі Степового і 2-го Українського фронтів успішно наступав влітку і восени 1943 року, відзначившись у Бєлгородсько-Харківській і Полтавсько-Кременчуцькій наступальних операціях.
З лютого по серпень 1944 року — заступник командувача бронетанковими і механізованими військами РСЧА. C 8 по 18 серпня 1944 року — тимчасовий виконувач обов'язків командувача 5-ї гвардійської танкової армії на 3-му Білоруському фронті. З серпня 1944 року по листопад 1945 року — начальник штабу Управління командувача бронетанковими і механізованими військами РСЧА — заступник командувача бронетанковими і механізованими військами. Одночасно з березня 1945 року — заступник по БТіМВ Головнокомандувача військами на Далекому Сході.
За бойові заслуги під час радянсько-японської війни М. Д. Соломатін був згаданий в наказі подяці Верховного Головнокомандуючого

## Післявоєнна служба
Після війни, з листопада 1945 до квітня 1946 року — командувач 5-ї гвардійської механізованої армії Білоруського військового округу. З квітня 1946 року — начальник штабу бронетанкових і механізованих військ РСЧА. З лютого 1950 року перебував у розпорядженні Міністра Збройних сил СРСР, потім у липні того ж року направлений на навчання та в 1955 році закінчив Вищі академічні курси при Військовій академії імені К. Є. Ворошилова. З січня 1955 року — начальник кафедри тактики вищих з'єднань Військової академії імені М. В. Фрунзе, з листопада 1955 — начальник кафедри оперативно-тактичної підготовки, а з грудня 1956 року одночасно і помічник начальника академії з оперативно-тактичної підготовки. У березні 1959 року через хворобу був звільнений у запас.
В запасі у 1960-1977 роках працював головою науково-методичної ради з пропаганди військових знань в Всесоюзного товариства «Знання», будучи членон президії правління цього товариства.
Помер 22 жовтня 1986 року в Москві.
У 1988 році його ім'ям названа вулиця в місті Карабаш. У цьому місті встановлена меморіальна дошка.

## Військові звання
- Комбриг (28.11.1935)
- Генерал-майор танкових військ (12.08.1941)
- Генерал-лейтенант (7.02.1943)
- Генерал-полковник (26.10.1944)

## Нагороди
- Орден Леніна (21.02.1945[3])
- Орден Жовтневої революції
- Чотири ордени Червоного Прапора (1922, 27.03.1942[4], 03.11.1944, 1948)
- Орден Кутузова 1-го ступеня (08.09.1945)
- Орден Суворова 2-го ступеня (20.12.1943)
- Орден Кутузова 2-го ступеня (1943)
- Орден Богдана Хмельницького 2 ступеня (29.07.1944)
- Орден Вітчизняної війни I ступеня (06.04.1985)
- Медалі СРСР, у тому числі:
  - «XX років Робітничо-Селянської Червоної Армії» (1938)
  - «За оборону Москви» (1944)
  - «За Перемогу над Німеччиною у Великій Вітчизняній війні 1941—1945 рр.» (1945)
  - «За перемогу над Японією» (1945)
  - «За взяття Кенігсберга» (1945)
  - «Ветеран Збройних Сил СРСР» (1976)

## Твори
- Красноградцы. Москва: Воениздат, 1963.